# Indikation
Der Begriff Indikation (von lateinisch indicare „anzeigen“) oder Anzeige (auch Heilanzeige) gibt an, wann eine medizinische Behandlung angemessen (angezeigt) ist. Im Zusammenhang mit chirurgischen Eingriffen spricht man auch von Operationsindikation.

## Medizinische Indikationen
Die medizinische Indikation oder Anzeige bzw. Indikationsstellung lässt sich im Allgemeinen definieren als: 
„[...] ein fachliches Urteil im Einzelfall, initiiert durch den (mutmaßlichen) Willen des Patienten, normiert durch die ethischen Prinzipien ›nutzen‹ und ›nicht schaden‹ und basierend auf vergleichenden Prognosen zwischen dem unbehandelten Verlauf eines Leidens und der Wirksamkeit von Interventionen. Sie ist eine Empfehlung an den Patienten und eine professionsbedingte Selbstnormierung des Arztes.“
Beispiel: Bei Krankheitsbild „X“ ist das Therapieverfahren „Y“ indiziert, also angebracht bzw. angezeigt („Krankheitsbild“ ist nicht synonym mit Diagnose zu verwenden, sondern umfasst den Gesamtzustand und die Lebenssituation bzw. -perspektive eines Patienten). Verwaltungstechnische, weltanschauliche, finanzielle, juristische oder andere nicht-medizinische Gründe bildet der Begriff Indikation in seiner grundlegenden Bedeutung nicht ab.
Im klinischen Sprachgebrauch hat sich folgende Abstufung von Indikationen eingebürgert (die Übergänge sind fließend):
- Notfallindikation: lebensbedrohliches, akutes Krankheitsbild bedarf akut lebensrettender Maßnahme (z. B. Notoperation bei akut lebensbedrohlicher Blutung nach Trauma – hier: Tod wäre ohne ärztliches Eingreifen unverzüglich zu erwarten).
- Vitale Indikation: lebensbedrohliches Krankheitsbild bedarf lebensrettender Maßnahme (z. B. herzchirurgischer Eingriff bei einer Transposition der großen Gefäße – hier: Tod wäre ohne ärztliches Eingreifen zu erwarten, da Krankheitsbild spätestens nach einigen Monaten zum Tode führt).
- Absolute Indikation: ein Krankheitsbild bedarf einer entsprechenden Therapie, um negative Auswirkungen auf die Gesundheit eines Patienten so gering wie möglich halten zu können (z. B. Crossektomie und Exhairese der V. saphena magna bei V. saphena magna Insuffizienz IV° nach Hach – hier: Das Leben und die Lebensqualität des Patienten sind absehbar u. a. durch ein gehäuftes Auftreten von Thrombembolien und ein im Regelfall Fortschreiten des Leidens gefährdet).
- Relative Indikation: eine Maßnahme ist bei einem entsprechenden Krankheitsbild für einen Patienten vorteilhaft, aber nicht zwingend notwendig (z. B. operative Entfernung eines Sehnenscheidenhygroms – hier: Das Hygrom ist lästig, kann größer werden und beeinträchtigt den Patienten evtl. in seiner Lebensqualität).
- Keine Indikation: eine Maßnahme ist bei einem entsprechenden Krankheitsbild nicht angezeigt, da sie für einen Patienten keinen Vorteil verspricht (z. B. Betablocker (niedrig dosiert) beim Harnwegsinfekt – hier: Von Betablockern ist keine Besserung des Krankheitsbildes zu erwarten).
- Kontraindikation oder Gegenanzeige: eine Maßnahme ist bei einem entsprechenden Krankheitsbild unzulässig, da die Nachteile den Nutzen überwiegen (z. B. darf Acetylsalicylsäure wegen ihrer blutgerinnungshemmenden Wirkung bei einer  krankhaft gesteigerten Blutungsneigung nicht eingenommen werden).
- Ursächliche Indikation: eine Maßnahme ist aufgrund der Ursache eines Krankheitsbildes angezeigt (z. B. Abszessbehandlung bei Sepsis – hier: Der Abszess ist die Ursache der Blutvergiftung).
- Symptombezogene Indikation: eine Maßnahme ist aufgrund eines Symptoms eines Krankheitsbildes angezeigt (z. B. Analgesie bei osteoporotischer Wirbelkörperkompressionsfraktur – hier: Das Schmerzmittel hat zwar weder einen Einfluss auf die Grundkrankheit, noch den Verlauf der Frakturheilung, ist aber aufgrund der damit verbundenen, den Patienten ggf. stark beeinträchtigenden Schmerzen notwendig).
- Diagnosebezogene Indikation: eine Maßnahme ist aufgrund einer einzelnen Diagnose im Rahmen eines Krankheitsbildes angezeigt (z. B. Vitamin-B12-Injektion aufgrund hyperchromer, makrozytärer Anämie bei autoimmuner Gastritis – hier: Das Vitamin kann die Anämie bessern, die im Zusammenhang mit der Entzündung auftritt).

## Psychotherapeutische Indikationen
Eine psychotherapeutische Indikation zeigt an, welche medikamentösen oder psychotherapeutischen Verfahren zur Behandlung einer psychischen Störung angemessen sind. Voraussetzung ist eine in Bezug auf ein Außenkriterium (Wirksamkeit) valide und reliable Diagnostik.
In der Psychotherapie unterscheidet man drei Indikationsarten:
- Selektive Indikation: Wenn eine Psychotherapie sehr standardisiert abläuft, ist es wichtig, dass nur Patienten aufgenommen werden, die zu diesem Verfahren passen. Die Auswahl des richtigen Verfahrens für den Patienten nennt man selektive Indikation (z. B. Psychoanalyse oder Verhaltenstherapie, stationär oder ambulant). Sie ist prognostisch orientiert.[5]
- Adaptive Indikation auch prozessuale genannt (L. Schmidt-Atzert, M. Amelang, 2012): Hier wird die Therapie im Verlauf dem Patienten angepasst. Sie ist verlaufs- und erfolgsbezogen.[5]
- differentielle Indikation: „Bezieht sich diese Frage auf die Entscheidung, welches Therapieverfahren für einen Patienten am ehesten geeignet ist, handelt es sich um eine Fragestellung der differentiellen Indikation.“ (Thomas Fydrich, L. Schmidt-Atzert, M. Amelang: Psychologische Diagnostik, doi:10.1007/978-3-642-17001-0_10, Heidelberg 2012)